# 八洲秀章
八洲 秀章（やしま　ひであき、1915年（大正4年）6月2日 - 1985年（昭和60年）12月30日）は昭和期の作曲家。
本名鈴木義光。次男はミュージカル俳優の沢木順。

## 経歴
北海道虻田郡真狩村出身。農家の生まれであったが、17歳のときに馬車の事故で重傷を負い、農業や兵役への道を断たれるほどの後遺症が脚に残った。しかし、この病床でベートーヴェンの生涯についての書籍を読み、新たに音楽家の道を志すきっかけとなった。リハビリの後、NHK札幌放送局の新人オーディションで声楽部門に参加し注目され作曲家を目指し上京を決意。
21歳で上京し、YMCAのオラトリオに参加。その後、山田耕筰に師事。1937年（昭和12年）、「詩と歌謡」に投稿した「漂泊の歌」が同年ポリドールで東海林太郎の歌声でレコード化され作曲家デビュー。作曲家として活動を始めるが、2年後肺結核に侵され、長期療養を余儀なくされる。1940年（昭和15年）6月、伊藤久男の「高原の旅愁」で復帰。。
1943年（昭和18年）日本映画学校（大日本映画協会付属）入学。卒業後「出陣」「寒駅」「肉弾挺身隊」に出演、その後同校音楽講師として指導、並行して「八洲秀章とその楽団『黎明』」結成、戦後は楽団を率い、歌手志摩光一としても活動、また俳優として1951年（昭和26年）「ドレミハ先生」に主演した。その後は兄の諫めも有り音楽一筋で行く事を決意する。
「さくら貝の歌」、「あざみの歌」、「毬藻の唄」を作曲したことで知られる。「あざみの歌」は、自身の歌唱で1949年（昭和24年）8月8日からラジオ歌謡で1週間放送し、その後、のど自慢等で歌われるようになり、1951年（昭和26年）、伊藤久男の歌唱でレコード化された。
1967年2月岩見沢雪まつり歌謡大会に臨席した際、代役で歌唱した中学三年生の阿部純子の才能に気づき両親に歌手への道を勧めた。1967年4月上京、佐藤義夫(民謡歌手）と共に島純子として「ホテル層雲小唄」「島牧音頭」「島牧小唄」「火まつり音頭」など録音。後に藤圭子としてデビューした。
日本音楽著作権協会評議員、日本作曲家協会理事などを務めた。 
1985年（昭和60年）12月30日死去。享年70。

## 代表曲
- 高原の旅愁（「鈴木義章」名義）（昭和15年6月、関沢潤一郎作詞、歌：伊藤久男）
- 港に赤い灯がともる（昭和22年6月、矢野亮作詞、歌：岡晴夫）
- さくら貝の歌（昭和25年1月、土屋花情作詞、歌：辻輝子）「日本の歌百選」
- あざみの歌（昭和26年8月、横井弘作詞、歌：伊藤久男）
- 山のけむり（昭和27年7月、大倉芳郎作詞、歌：伊藤久男）
- 毬藻の唄[1]（昭和28年3月、いわせひろし作詞、歌：安藤まり子）
- 赤色エレジー[5]（昭和47年4月、あがた森魚作詞、歌：あがた森魚）
- 北海道讃歌　交響詩「開拓者」(小船幸次郎指揮 コロムビア・シンフォニック・オーケストラ初演)（昭和33年）
- やさしい和尚さん（昭和34年、加藤省吾作詞、歌：石井亀次郎・キングほおずき会）（『第1回日本レコード大賞』童謡賞受賞）
- 群馬県みなかみ町立桃野小学校校歌（昭和32年）
- 神奈川県鎌倉市立大船中学校校歌（昭和32年）
- 北海道倶知安町立倶知安小学校校歌（昭和33年）
- 北海道ニセコ町立ニセコ小学校校歌（昭和40年）
- 神奈川県茅ヶ崎市立香川小学校校歌（昭和42年）
- 北海道札幌藻岩高等学校校歌（昭和47年）
- 北海道札幌市立新琴似西小学校校歌（昭和49年）
- 神奈川県鎌倉市立富士塚小学校校歌（昭和52年）
- われらのまちに(2代目足利市歌)（平成23年4月1日制定、昭和57年より市民愛唱歌として存在、清水二郎作詞）
- その他、管弦楽曲『森の精』、組曲『春告魚(にしん)』、『農村への組曲』、『稔りの秋』、『春の歌ごよみ』、『チャペルの鐘』、等